# Madill
Madill är administrativ huvudort i Marshall County i Oklahoma. Orten har fått sitt namn efter juristen George A. Madill som arbetade för järnvägsbolaget St. Louis and San Francisco Railway Company. Enligt 2010 års folkräkning hade Madill 3 770 invånare.